# Penguin Random House
Penguin Random House est une maison d'édition britannico-américaine résultant de la fusion de Penguin Group et Random House achevée le 1er juillet 2013, les deux maisons d'édition les plus importantes au niveau des États-Unis et de l'Angleterre. Elle est détenue par le groupe allemand Bertelsmann.

## Historique

### Fusion de Penguin Group et Random House
La fusion est annoncée en octobre 2012, et le 5 avril 2013, la Commission européenne donne son feu vert à la création de Penguin Random House,.
Le président du nouveau groupe est celui de Penguin, John Makinson, et le directeur général est le président de Random House, Markus Dohle. Les revenus de Penguin Random House en 2012 auraient été de 3,2 milliards d'euros et le bénéfice opérationnel de 427 millions d'euros.
En mars 2014, Prisa vend l'éditeur Alfaguara à Penguin Random House pour 72 millions d'euros. Le 8 mars 2016, Penguin Random House et Disney India lancent des publications Disney en Inde pour les enfants par la division Puffin sous la forme de livres illustrés, de romans, de livres de coloriage et d'activités.
En juillet 2017, Pearson annonce la vente d'une participation de 22 % dans Penguin Random House à Bertelsmann pour environ 1 milliard de dollars. Après cette opération Pearson garde une participation de 25 % dans Penguin Random House. En décembre 2019, Pearson vend sa participation de 25 % dans Penguin Random House pour 675 millions de dollars à Bertelsmann.
Penguin Random House est signataire de la Charte de l’édition en format accessible de l’Accessible Books Consortium.